# Sébastien Knafo
Pour les articles homonymes, voir Knafo.
Sébastien Knafo  est un réalisateur et acteur français de cinéma, télévision et théâtre né le 30 novembre 1979.

## Biographie
Il a suivi le cours d'Art dramatique Parisien, le Cours Florent puis a intégré le Conservatoire national supérieur d'art dramatique pour jouer, entre autres avec Catherine Hiegel et Andrzej Seweryn.
Il joue dans L’Eventail de Lady Windermere au Théâtre du Palais Royal et interprète le rôle principal dans Un Truc Dans le Genre d’Alexandre Ciolek.
Il se fait connaître du grand public en 2002 dans la série télévisée : Sœur Thérèse.com aux côtés de Dominique Lavanant et Martin Lamotte.
En 2006, il abandonne la série après le 11e épisode pour devenir l'un des acteurs principaux avec Christian Rauth de la série : Père et Maire à la suite du décès de Daniel Rialet.
En 2015, il tient une chronique quotidienne dans La Nouvelle Edition sur Canal Plus.

## Théâtre
- 2003 : L'éventail de Lady Windermere d'Oscar Wilde, mise en scène de Tilly, avec Caroline Cellier, Robert Plagnol, Nicolas Bridet, Mélanie Doutey, Yves Gasc, Sébastien Knafo, Nathalie Krebs, Jean Leloup, Isabelle Petit-Jacques, Jocelyn Quivrin, Elisa Sergent, au Théâtre du Palais-Royal à Paris
- 2017 : Bouquet final de Vincent Azé et Raphaël Pottier, mise en scène Olivier Macé, Comédie Caumartin

## Filmographie

### Acteur

#### Cinéma
- 2005 : La Maison de Nina de Richard Dembo
- 2012 : Superstar de Xavier Giannoli
- 2014 : Elle l'adore de Jeanne Herry

#### Télévision

##### Séries télévisées
- Comme héros récurrent :
  - 2002-2006 : Sœur Thérèse.com - 11 épisodes : Gabriel
  - 2006-2010 : Père et Maire - 8 épisodes : Père Nicolas Janvier
- Dans un ou plusieurs épisodes :
  - 2002 : Les Cordier, juge et flic, épisode Dette mortelle : un élève de la classe de Lucia
  - 2003 : Julie Lescaut, épisode Le voyeur : Nicolas
  - 2006 : David Nolande : Bruno
  - 2010 : Camping Paradis, épisode Coup de vent sur le camping : Yvan Legrand
  - 2010 : Merci papa, merci maman : Denis/Dominique
  - 2010 : Victor Sauvage : Stanislas
  - 2011 : Joséphine, ange gardien, épisode Un petit coin de paradis
  - 2018 : Une famille formidable, épisode Ce qui nous retient
  - 2023 : Un si grand soleil : Benoît Auger

##### Téléfilms
- 2002 : Taxi Blanc de Sarah Lévy
- 2005 : Le Triporteur de Belleville de Stéphane Kurc
- 2005 : Le Voyageur de la Toussaint de Philippe Laïk
- 2012 : À votre service de François Guérin
- 2014 : Les tourtereaux divorcent de Vincenzo Marano
- 2017 : Le Rêve français de Christian Faure

### Réalisateur
- Programme Court :
  - 2006 : TV/WEB - 2007 : Élysée Moi//www.elyseemoi.tv
- Court-métrage :
  - 2003 : 7h05